# Marc Bouissou
Marc Bouissou   (Joinville-le-Pont, 6 d'abril de 1931 - Boulogne-Billancourt, 23 de novembre de 2018) fou un remer francès que va competir durant la dècada de 1950.
El 1952 va prendre part en els Jocs Olímpics d'Estiu de Hèlsinki, on guanyà la medalla de plata en la prova del quatre sense timoner del programa de rem. Formà equip amb Pierre Blondiaux, Jacques Guissart i Roger Gautier.
En el seu palmarès també destaca una medalla de bronze al Campionat d'Europa de rem de 1953 en el vuit amb timoner, així com el campionat nacional de quatre sense timoner de 1951, 1952 i 1953.